# Insegne imperiali del Giappone

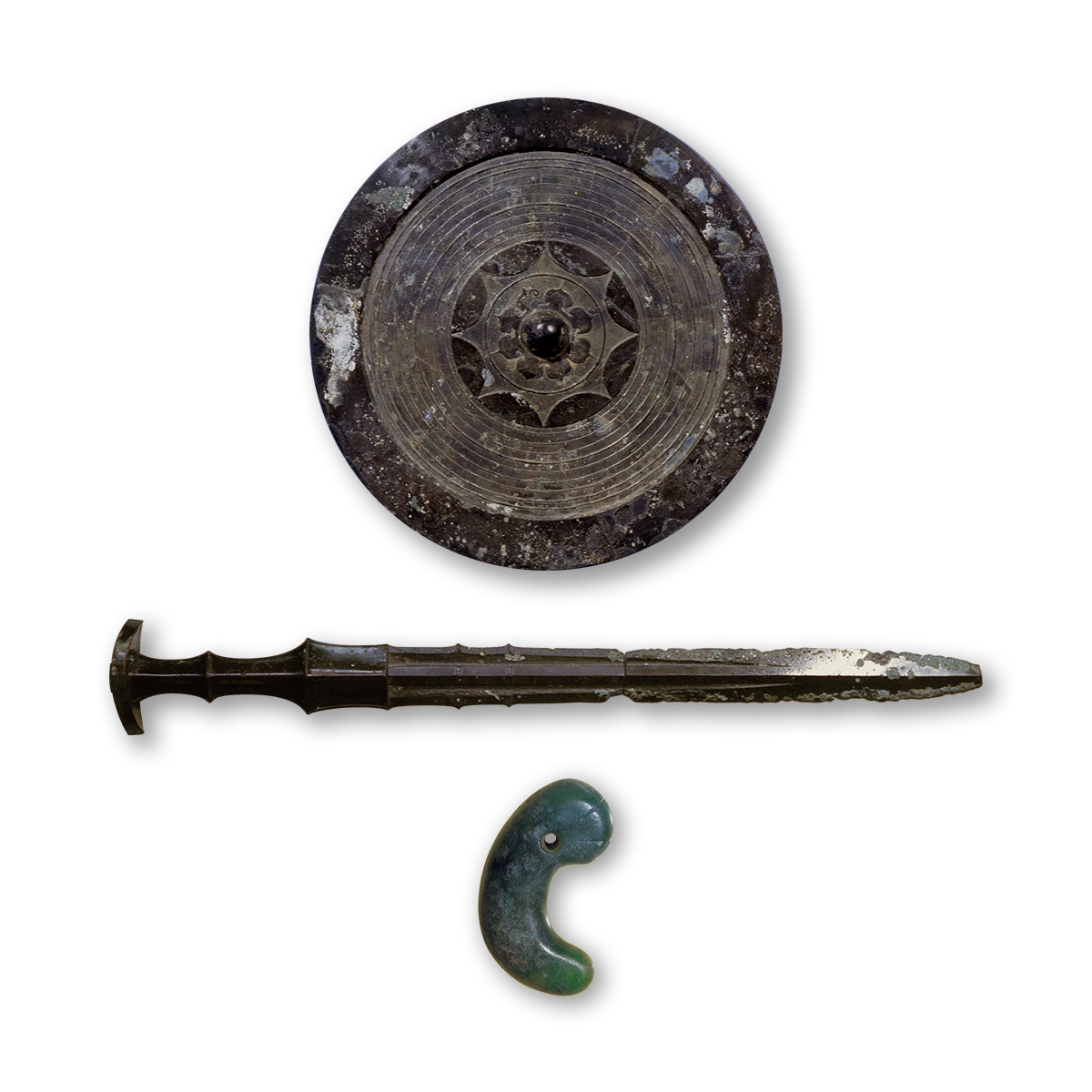
Ricostruzione artistica delle insegne imperiali del Giappone

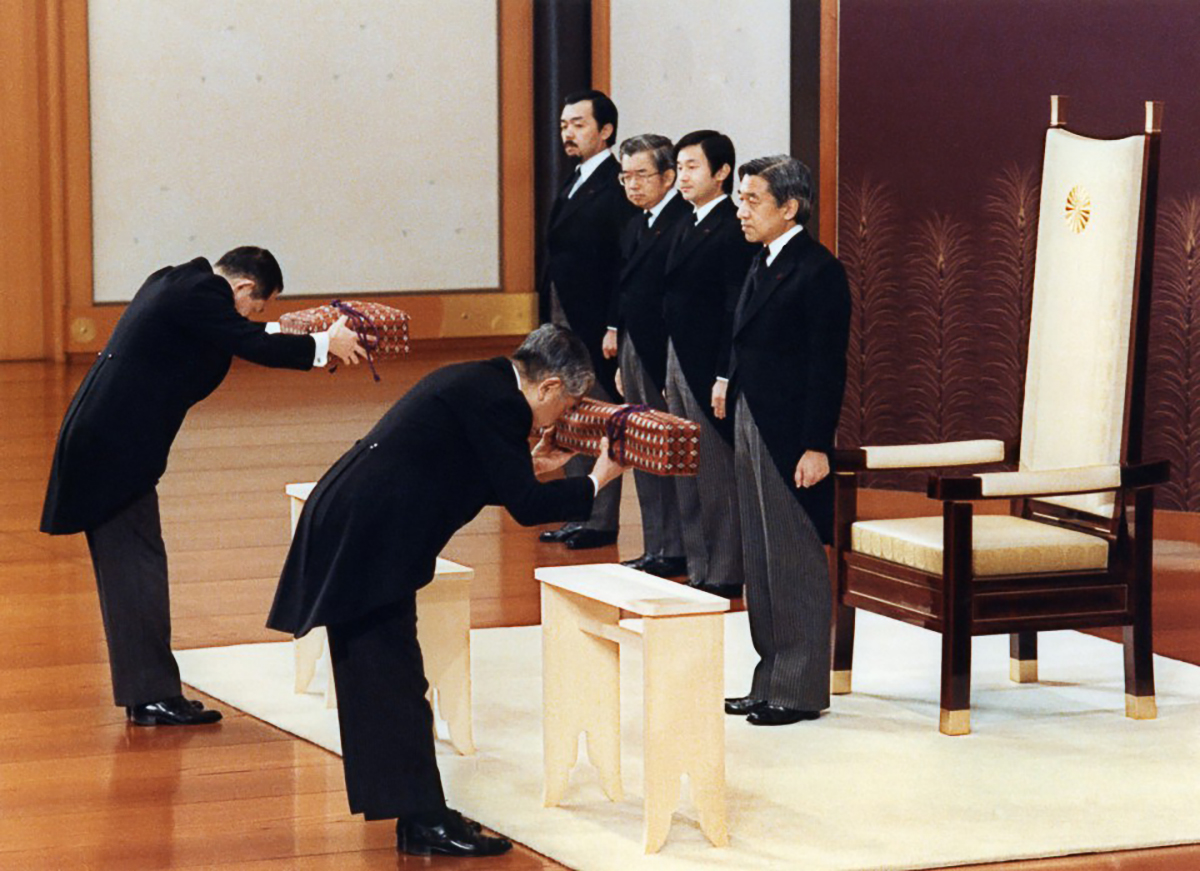
Cerimonia di intronizzazione del 1989: la spada Kusanagi e la gemma Yasakani no Magatama, nei contenitori sigillati e non visibili, vengono presentati ad Akihito

Le insegne imperiali del Giappone (三種の神器?, Sanshu no Jingi, i "Tre Sacri Tesori") sono la spada Kusanagi (草薙剣? lett. "Spada Falciatrice d'Erba") , la gemma Yasakani no Magatama (八尺瓊曲玉? lett. "giada di Yasakani"), che attualmente si ritiene sia una replica dell'originale, e lo specchio Yata no Kagami (八咫鏡? lett. "specchio a otto campate"). Conosciute anche come i tre tesori sacri del Giappone, secondo un'interpretazione confuciana le insegne rappresenterebbero tre virtù: il valore (la spada), la benevolenza (la gemma) e la saggezza (lo specchio).

## Ubicazione e simbologia
La spada si trova al santuario di Atsuta a Nagoya, lo specchio al santuario di Ise nella prefettura di Mie e la gemma al Palazzo imperiale di Tokyo. Dal 690 la presentazione di questi oggetti all'imperatore da parte dei sacerdoti del tempio è la parte centrale della cerimonia di insediamento sul trono imperiale. Questa cerimonia non è pubblica e gli oggetti, per tradizione, sono visti solo dall'imperatore e da determinati sacerdoti. Per questo non ne esistono fotografie o disegni conosciuti. Al palazzo di Tokyo, nel Tempio dei Tre Palazzi, si trova una replica dello specchio.

## Leggenda
Secondo la leggenda, questi oggetti furono portati da Ninigi-no-Mikoto, il leggendario antenato degli imperatori giapponesi, quando la nonna, la dea del sole Amaterasu, lo inviò per pacificare il Giappone. Successivamente divennero il simbolo della divinità dell'imperatore, considerato il discendente di Amaterasu e come tale legittimato ad essere il supremo governatore del Giappone.
Quando Amaterasu si nascose dal fratello Susanoo entrando in una caverna, gettando così il mondo nell'oscurità, la dea Ama-no-Uzume appese fuori dalla caverna la gemma e lo specchio per attirarla all'esterno. Avvicinatasi Amaterasu vide la sua immagine riflessa nello specchio e ne rimase così stupita che gli altri dei poterono portarla fuori dalla caverna. In seguito Susanoo si scusò con Amaterasu regalandole la spada Kusanagi, che aveva estratto del corpo del drago a otto teste Orochi.
Durante il Periodo delle dinastie del Nord e del Sud (Nanboku-chō, dal 1336 al 1392) il possesso delle insegne regali da parte della dinastia del sud ha indotto i cronisti moderni a considerarla come la dinastia legittima per quanto riguarda la successione imperiale.